# Daniel Igali
Daniel Igali (n. 3 februarie 1974, Statul Bayelsa, Nigeria) este un luptător ce a reprezentat Nigeria, medaliat olimpic. A participat la 2 ediții ale Jocurilor Olimpice (2000, 2004) în care a câștigat o medalie de aur.